# Moving Mountains (Justin Hayward)
Moving Mountains è il terzo disco solista di Justin Hayward, chitarrista e voce del gruppo rock inglese dei Moody Blues, pubblicato nel 1985.

## Tracce
1. Take Your Chance
2. Is It Just a Game
3. One Again
4. Moving Mountains
5. Silverbird
6. Lost and Found
7. Goodbye
8. Who Knows
9. Best Is Yet to Come
10. Lights Are Low

## Formazione
- Justin Hayward:  voce, chitarra acustica, chitarra elettrica, tastiera
- P. P. Arnold, Vicki Brown: cori
- Colin Fletcher, Eric Stewart, Pete Wingfield: tastiera
- Tony Visconti: tastiera, programming, cori
- Jo Partridge: chitarra
- Henry Thomas: basso
- Dave Mattacks, Charlie Morgan: batteria, percussioni
- Chris White: sassofono